# NGC 7392
NGC 7392 (również PGC 69887) – galaktyka spiralna z poprzeczką (SBbc), znajdująca się w gwiazdozbiorze Wodnika. Odkrył ją William Herschel 11 września 1787 roku.